# Posthörnchen
Das Posthörnchen (Spirula spirula) zählt zur Klasse der Kopffüßer und innerhalb dieser zur Gruppe der Tintenfische (Coleoidea). Es ist der einzige heute noch lebende Vertreter einer früher größeren Ordnung Spirulida. Die ältesten Vertreter der Gruppe kennt man aus dem Karbon (vor etwa 360 bis 300 Millionen Jahren). 

## Lebensweise
Tagsüber lebt das Posthörnchen in einer Tiefe von 550 bis 1000 Metern. Nachts findet man es jedoch auch in geringeren Tiefen von mindestens 100 Metern. Es folgt den Schwärmen des tierischen Planktons.

## Gehäuse
Das Posthörnchen besitzt im Mantel verborgen ein spiralig gewundenes Gehäuse (den Phragmokon) mit einander nicht berührenden Windungen, weshalb es im Englischen ram's horn squid („Widderhornkalmar“) genannt wird. Das Gehäuse hat einen Durchmesser von 2 bis 3 cm und ist in verschiedene Kammern unterteilt, in denen Gas enthalten ist. Das Gas in den einzelnen Kammern kann von dem Tier in geringem Maße reguliert werden und hält das Tier im „Kopfstand“ schwebend in der Wassersäule. Im Gegensatz zur weitverbreiteten Meinung wird das Gehäuse nicht zum Auf- oder Abstieg in der Wassersäule benutzt. Das Tierchen bewegt sich rasch mit Hilfe seiner Flossen vorwärts und auch in der Wassersäule auf- und abwärts.  
Das Posthörnchen verfügt über zehn Arme, von denen zwei zu Fangarmen ausgebildet sind. 
Die Gehäuse verendeter Tiere findet man gelegentlich massenhaft an tropischen Stränden.

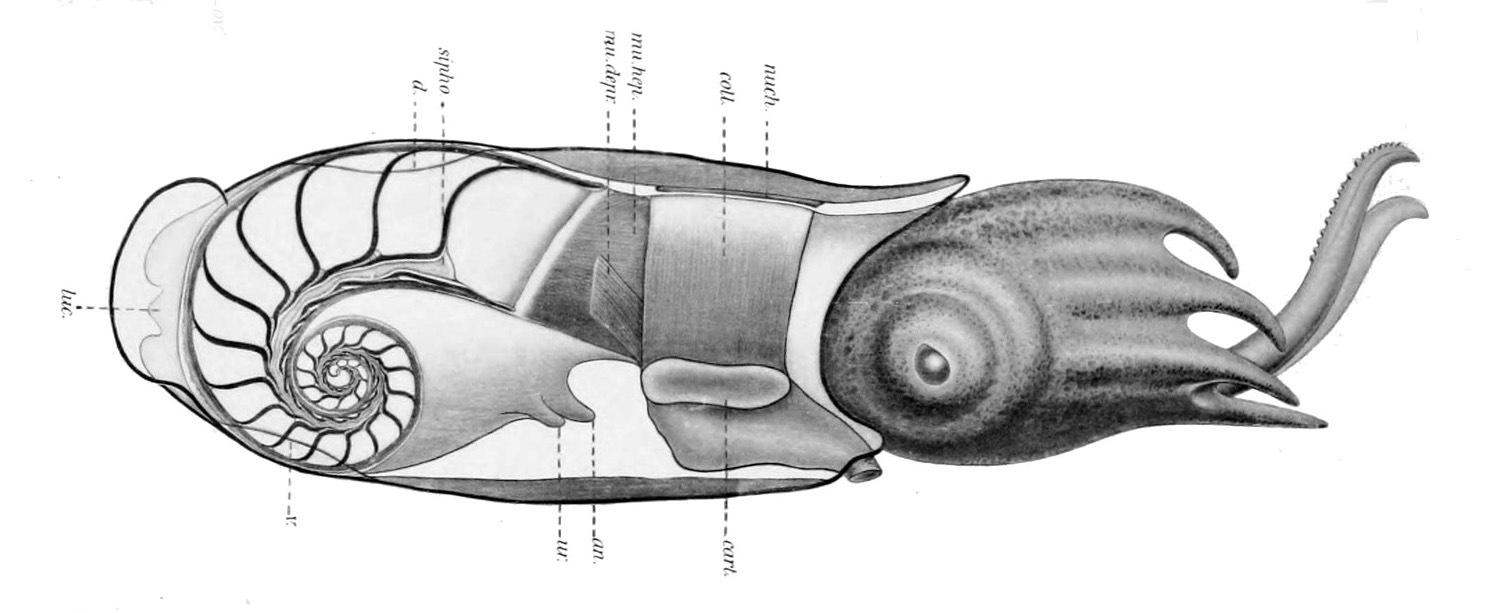
Spirula spirula - Illustration
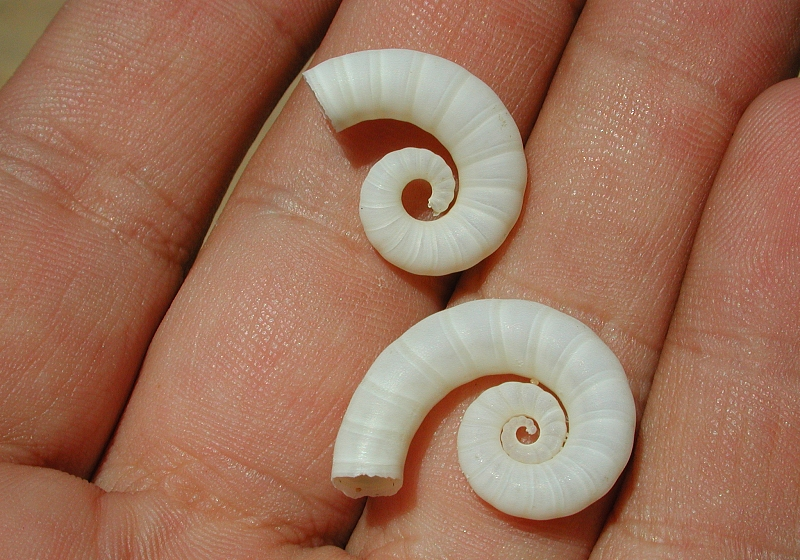
Spirula spirula Mission Beach, National Park, Queensland, Australien 2002
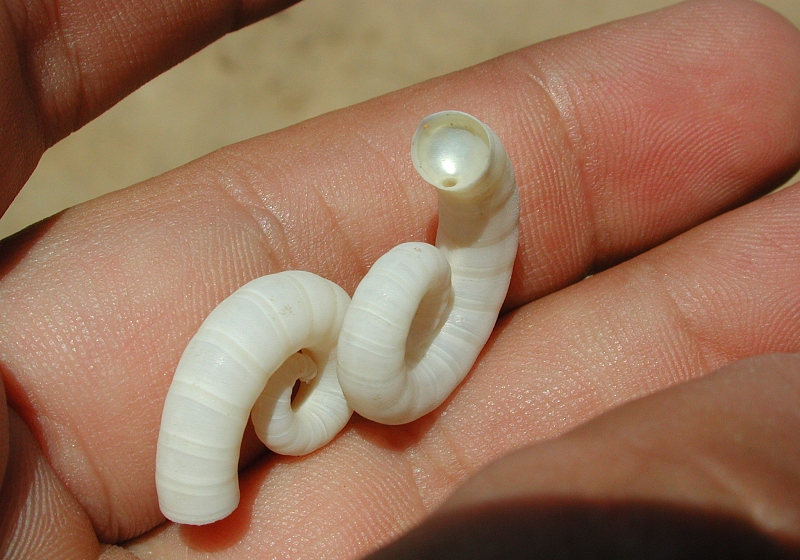
Spirula spirula Mission Beach, National Park, Queensland, Australien 2002

## Fossile Vertreter

Spirulirostra – Miozän, Norddeutschland

Bis vor kurzem galten die Gattungen Naefia und Groenlandibelus aus der Oberkreide als die ältesten Vertreter der Ordnung. Dann wurden jedoch neue Formen aus dem Karbon gefunden, die durch ihre Wandstruktur eindeutig zu den Spirulida zu stellen sind. Die größte Diversität erreichte die Gruppe jedoch im Tertiär. Die bekannteste Form ist Spirulirostra aus dem Miozän von Europa. Man kann sie in vielen Tongruben Norddeutschlands finden.

## Systematik
Die Systematik der Tintenfische ist auf Familienebene inzwischen weitgehend akzeptiert. Dagegen ist die Klassifizierung der größeren Gruppen innerhalb der Tintenfische bisher immer noch nicht stabil. Jereb und Roper führen die Posthörnchen in ihrer 2005 erschienenen Monographie wieder als Familie innerhalb der Sepiida. Allerdings werden darin die fossilen Vertreter der Gruppe nicht berücksichtigt. Naef schied 1922 eine ganze Reihe von Familien aus, die in die Stammlinie der Posthörnchen zu stellen sind. Unter diesem Gesichtspunkt ist eine höhere Hierarchie der Posthörnchen durchaus gerechtfertigt.